# Magasin populaire
Les magasins populaires sont généralement des points de vente de taille moyenne (surface de vente comprise entre 600 et 2 000 m2).
Ce sont des magasins généralistes, commercialisant entre 700 et 1000 références en textile et bazar et 1500 à 4000 références en alimentaire.
Ils sont caractérisés par un assortiment ample, large et superficiel.
Ils ont une politique de taux de marque bas et sont généralement situés en centre-ville.

## Résultats
- Surface de vente plus modeste
- Univers de produits & stock limité
- Action du vendeur axée sur l’encaissement & la rentabilité
- Produit en libre service avec utilisation du panier